# Hajjiabad-e Shahlaei
Hajjiabad-e Shahlaei (persan : حاجی‌آباد شهلایی) est un village du Dehestan de Mahidasht (en) dans la province de Kermanchah en Iran. 
Le nom Shahlaei provient de la famille Shahlaei (persan : شهلایی), historiquement l'une des plus puissantes de la région[réf. nécessaire]. Sous les dynasties Qajar et Pahlavi, elle se composait de grands propriétaires terriens et de hauts fonctionnaires d’État.
En 2006, ce sont 236 personnes formant 50 familles qui ont été recensées.
La langue officielle est le persan mais la langue kurde est également utilisée par les locaux.